# Liste von Kraftwerken in Lesotho
Dies ist eine Liste der derzeitigen, geplanten und ehemaligen Kraftwerke Lesothos.
Die Elektrizitätsversorgung in Lesotho wird zu einem Teil durch erneuerbare Energien, vor allem Wasserkraft im Rahmen des Lesotho Highlands Water Project, sichergestellt. Für den darüber hinausgehenden Bedarf wird Strom aus Südafrika bezogen.

## Kraftwerke in Betrieb
| KW-Name     | Leistung in MW | Standort                 | Betreiber                      | Status              | Art         |
| ----------- | -------------- | ------------------------ | ------------------------------ | ------------------- | ----------- |
| ’Muela      | 72             | ’Muela, Leribe           | Lesotho Highland Water Project | Inbetriebnahme 1998 | Wasserkraft |
| Mantšonyane |                | Mantsonyane, Thaba-Tseka | Lesotho Electricity Company    |                     | Wasserkraft |
| Semonkong   |                | Semonkong, Maseru        | Lesotho Electricity Company    |                     | Wasserkraft |
| GESAMT      | > 72,0         |                          |                                |                     |             |

## Geplante Kraftwerke
| KW-Name                             | Leistung in MW | Standort       | Betreiber                                                 | Status            | Art         |
| ----------------------------------- | -------------- | -------------- | --------------------------------------------------------- | ----------------- | ----------- |
| ’Muela                              | 1000–1200      | ’Muela, Leribe | Lage unklar, zuvor war Kobong, Mokhotlong, in der Planung |                   | Wasserkraft |
| Lesotho Highland Wind Power Project | 6000           |                |                                                           | seit 2012 geplant | Windenergie |
| GESAMT                              | 7000–7200      |                |                                                           |                   |             |

## Ehemalige Kraftwerke
| KW-Name  | Leistung in MW | Standort              | Betreiber                   | Status              | Art         |
| -------- | -------------- | --------------------- | --------------------------- | ------------------- | ----------- |
| Tlokoeng |                | Tlokoeng, Mokhotlong  | Lesotho Electricity Company | Inbetriebnahme 2003 | Wasserkraft |
| Tsoelike |                | Tsoelike, Qacha’s Nek | Lesotho Electricity Company |                     | Wasserkraft |